# Vulvodínia
La vulvodínia és una dolor o cremor contínua a la vulva, de tres mesos com a mínim, a dones que no tenen cap lesió visible que expliqui aquests símptomes. La terminologia més recent per la International Society for the Study of Vulvovaginal Disease (ISSVD), defineix la vulvodínia com a “discomfort vulvar, sovint descrit com un dolor cremant, o de carn viva, que succeeix en l'absència de troballes visibles o un trastorn neurològic determinat identificable clínicament”. No és causada per infecció (com la candidiasi o l'herpes), ni inflamació (com el liquen pla), tampoc per neoplàsia (com el carcinoma escamós) ni per a una malaltia neurològica específica (com la compressió d'un nervi espinal). Va ser descrita per primera vegada l'any 1889 per Skene.

## Descripció
La vulvodínia sol començar com una picor, apareix de sobte i pot durar al llarg de diversos mesos, o anys sencers, i es torna, doncs, crònica. Aquesta malaltia impedeix el desenvolupament diari de la vida quotidiana, ja que qualsevol moviment (com seure, caminar o tossir) pot provocar una dolor insuportable. A més, la dona pot sofrir espasmes als músculs vaginals.

## Tipus
S'han observat dos tipus de vulvodínia:.
- Vulvodínia disestèsica, és la que afecta a dones d'edat avançada i els símptomes es localitzen a l'introit vaginal estenent-se, de vegades, cap als llavis majors i menors, així com cap a la zona anal.[3]
- Vestibulitis vulvar, és la que afecta a dones joves i es caracteritza per la disparèunia, l'augment de la sensibilitat vulvar i envermelliment de la zona.[3]

Una altra nomenclatura és la de la ISSVD, i de l'Associació Catalana de Vulvodínia Arxivat 2014-01-04 a Wayback Machine., que la classifica per la seva localització (generalitzada o localitzada) i presentació (provocada i no provocada).
- Vulvodínia localitzada o vestibulodínia

La vestibulodínia es caracteritza per dolor limitat, localitzat en certs punts del vestíbul vulvar, és a dir, de la zona d'obertura de la vagina (figura 1).
Alhora, la vulvodínia localitzada pot ser provocada o no provocada (o mixta).
En la provocada, normalment el dolor es provoca en aplicar pressió al vestíbul vulvar, com per exemple durant les relacions sexuals, o durant la inserció de tampons. Mentre que en la no provocada el dolor apareix espontàniament sense cap estímul tàctil.
- Vulvodínia generalitzada

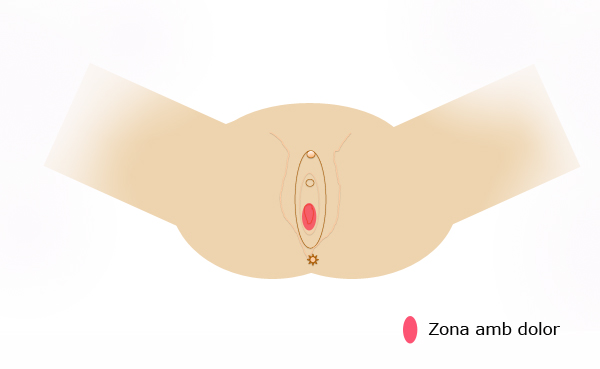
Figura 1: Vulvodínia localitzada

En la vulvodínia generalitzada el dolor és més generalitzat i difús que en la vulvodínia localitzada (Figura 2).
Igual que la vulvodínia localitzada, també es classifica en provocada i no provocada. En la provocada, normalment el dolor es provoca a en aplicar pressió al vestíbul vulvar. En la no provocada el dolor apareix espontàneament, és a dir, sense cap estímul tàctil, i en general és constant, encara que pot coexistir amb períodes sense dolor.

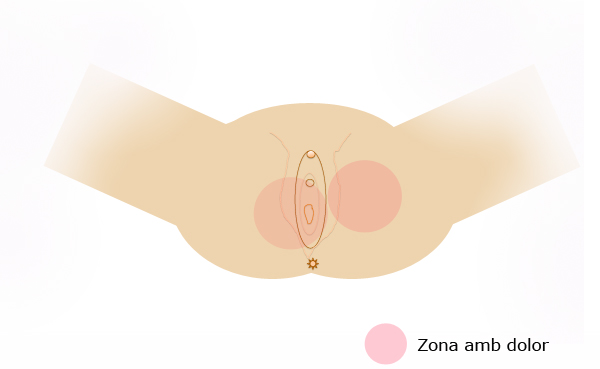
Figura 2: Vulvodínia generalitzada

## Causes
No es coneixen amb exactitud les causes concretes, hi ha diverses teories que suggereixen un origen multifactorial, és a dir, no hi ha una única causa que explicaria la vulvodínia. La vulvodínia té característiques que la fan similar a un dolor neuropàtic crònic, malgrat no hi ha cap lesió als nervis. En el dolor neuropàtic crònic les fibres dels nervis encarregats del dolor estan afectats i transmeten el senyal del dolor més intensament del que caldria. Altres investigadors creuen que pot haver-hi una explicació psicològica, en la qual la personalitat de la dona lligada a determinades experiències emocionals afectaria a la percepció del dolor. També pot ser que el fet de conviure amb el dolor fos la causa de la major freqüència d'angoixa en aquestes dones. Molt sovint hi ha un component d'hipertonia del sol pelvià en les dones amb vulvodínia. Això vol dir que el grup de músculs que componen el terra de l'abdomen i proporcionen el sosteniment dels òrgans de la part baixa de l'abdomen (per exemple l'úter i la bufeta urinària) es troben més contracturats del que haurien d'estar. Malgrat no conèixer la causa de la vulvodínia, en moltes ocasions comença després d'haver patit infeccions recurrents, per al·lèrgia a productes usats per a rentar les calces, per una resposta a certs productes usats a la higiene (locions, perfums, olis, aerosols, desodorants, etc.) a la vulva, per una manca o excés d'higiene íntima (que minvaria la flora vaginal) o com a seqüela d'altres malalties. L'ús d'antibiòtics i esteroides pot desencadenar una vulvodínia. També s'associa, per exemple, amb berrugues genitals, i amb tota mena de cirurgia (com l'episiotomia) propera a la regió vulvar.

## Tractament
Es tracta d'un dolor benigne però molt rebel. En el tractament de la vulvodínia és necessari un equip multidisciplinari per adreçar els diferents components d'aquesta condició, compost per ginecòlegs, fisioterapeutes, psicòlegs, equips de tractament del dolor, etc. El tractament pot incloure principalment: a) Medicaments sobretot orals, i en comptades ocasions tòpics (és a dir, aplicats sobre la zona vulvar). b) En les dones que presenten espasme muscular del sòl pelvià, la fisioteràpia sol donar resultats molt positius. c) Tractament psicològic en els casos que ho requereixin. Retirar irritants de la zona vulvar, com per exemple els “salvaslips” o determinats sabons. Sempre cal visitar el metge per veure quin és el millor tractament, ja que aquest serà diferent depenent de cada dona.

## Incidència
S'estima que un 40% de dones amb vulvodínia no van al metge. Potser perquè no li donen importància, perquè no saben que poden ser ajudades o per altres motius. Segons un estudi mèdic, prop d'un 18% de les dones tindran alguna mena de vulvodínia al llarg de la seva vida. La incidència sembla que és major a dones entre 18 i 25 anys, i decreix en dones majors de 35 anys.